# Berliet AND
Le Berliet AND est un autorail léger construit par Berliet et livré à la régie départementale des chemins de fer et tramways électriques des Bouches-du-Rhône (BdR) en 1924. Il s'agit du premier autorail livré par la maison Berliet aux BdR avant le type RCMC construit en 1929. 

## Commande
Le 26 octobre 1921, le conseil général des Bouches-du-Rhône vote un budget de 100 000 francs pour l'acquisition d'un autorail construit par Berliet afin de procéder à des essais de traction thermique sur les lignes ferroviaires du département. Bien que le déficit de la régie soit croissant depuis son rachat par le département en 1913, ces essais visent avant tout à augmenter la fréquence des trains sur le réseau départemental. Le moindre coût kilométrique de la traction thermique par rapport aux trains à vapeur permet d'assurer les correspondances avec les trains du Paris-Lyon-Méditerranée (PLM) sans augmenter drastiquement les frais d'exploitation. 
L'autorail est réceptionné en janvier 1924 et mis en essais le mois suivant,. Un voyage de présentation est organisé le 26 février 1924 entre les gares BdR de Meyrargues et d'Arles,. Plusieurs officiels sont présents, comme le préfet des Bouches-du-Rhône Louis Thibon (en), M. Perdrix, directeur de la régie départementale ou divers élus locaux,. Le voyage qui se déroule sans encombre conduit les invités en Arles où un déjeuner est offert par le Conseil général des Bouches-du-Rhône. Cependant, après une dizaine de trajets, des opérations de maintenance et de réparation sont déjà nécessaires afin d'améliorer la fiabilité et les performances de l'engin.
Le Berliet AND est immatriculé EBCF 1 par la régie à sa réception en 1924 puis E 1 à la fermeture du service voyageur sur les lignes des BdR,.

## Description et caractéristiques
L'autorail est motorisé avec un moteur à essence à quatre cylindres de 110 mm d'alésage et de 140 mm de course,. Il développe une puissance de 40 ch à 1 500 tr/min et permet une vitesse maximale en exploittaion de l'ordre de 40 km/h. À la suite des essais préliminaires, la vitesse de rotation du moteur est réduite, un échappement vertical est installé et le refroidissement du moteur est amélioré en créant un appel d'air en dessous de l’autorail. Ces modifications limitent la fatigue et les vibrations du moteur mais réduisent sa puissance et sa vitesse maximale. En 1950, le moteur à essence est remplacé par un moteur Diesel Berliet de 70 ch.
La puissance motrice est transmise aux essieux de l'autorail via un embrayage multidisque, une boîte de vitesses à quatre rapports — permettant d'atteindre respectivement 10, 17, 30 et 45 km/h — et un inverseur de marche,. L'effort est enfin transmis  par chaîne aux deux essieux qui sont moteurs. Les fusées des essieux tournent dans des boîtes d'essieu à huile à coussinets en bronze. Les boîtes coulissent dans des plaques de garde et elles sont reliées à la caisse de l'autorail par des suspensions à ressort à lames attachées aux longerons du châssis.
L'aménagement intérieur de l'autorail offre un compartiment de 2e classe de 6 places assises et un compartiment de 3e classe de 31 places assises et 15 places debout. Un compartiment postal et un fourgon complètent l'aménagement intérieur. Le chauffage des compartiments utilise les gaz d'échappement du moteur et l'éclairage est électrique.
L'autorail AND ne dispose que d'un seul poste de conduite et n'est donc pas réversible. Son faible empattement de 3 600 mm lui permet en fin de parcours d'être retourné sur une petite plaque tournante afin d'assurer la desserte en sens inverse. L'autorail à vide pèse 14 tonnes. En raison de son grand porte-à-faux, le Berliet AND est instable en ligne et la caisse de l'autorail finit par se cintrer.

## Services effectués
Le Berliet AND est mis en service par les BdR le 9 mars 1924. Il effectue tous les dimanches un service omnibus aller-retour entre Arles et Meyrargues via Eyguières. Au cours de ses neuf premiers mois d'exploitation, l'autorail AND parcourt environ 4 500 km. Dès 1924, les BdR envisagent d'acquerir d'autres autorails similaires mais la puissance jugée faible du Berliet AND oriente le choix vers des motorisations plus puissantes.
L'autorail Berliet RCMC, livré en 1929 et immatriculé EBCF 2, renforce le parc thermique de la régie et est affecté en roulement avec l'autorail AND à une desserte quotidienne entre Arles et Meyrargues avec une offre renforcée les jours de marché.
Les deux autorails sont entretenus aux ateliers BdR d'Arles et de Salon-de-Provence où une remise leur est dédiée,,.
Le service voyageur ferme en 1933 sur la ligne d'Arles à Salon. Les deux autorails sont alors réaffectés aux navettes voyageurs entre Tarascon et Saint-Rémy-de-Provence. Ils sont parfois attelés à une voiture Armistice d'origine allemande. En novembre 1955, le trafic voyageurs est également supprimé sur la ligne. Les deux autorails assurent alors la traction des trains de fret en étant utilisés comme locotracteur pour tirer quelques wagons. Le trafic est majoritairement composé de trains de primeurs, mais il arrive que les autorails prennent en charge des petits colis voire quelques voyageurs. La majorité des roulements est assurée par l'autorail RCMC, l'autorail AND assurant la relève en cas de besoin.
Alors que leur utilisation se réduit au milieu des années 1960, les deux autorails sont mis en réserve fin 1965 et sont radiés en 1968. Les nouveaux locotracteurs Fauvet Girel reçus par la régie les remplacent dans leurs tâches. Contrairement au Berliet RCMC, l'autorail AND n'est pas préservé : il est ferraillé en 1971 au Pas-des-Lanciers.